# Sequoyah
Sequoyah, čerokíjsky Se-quo-ya nebo Sikwo-ya, anglickým jménem George Gist nebo George Guess (asi 1770? – asi 1844) byl čerokízský indián, který vytvořil písmo pro jazyk svého kmene a je dnes považován za jednoho z největších myslitelů a morálních rádců kmene Čerokíů. Výjimečné je to, že vynalezl ucelenou a použitelnou koncepci písma jako analfabet, tedy aniž by před tím uměl číst či psát v jakémkoli jiném jazyce.

## Život
Narodil se do smíšeného manželství, matka pocházela z kmene Čerokíů a jeho otec byl voják Nathaniel Gist, podle některých názorů německého původu. Od dětství byl chromý na levou nohu, což zřejmě motivovalo i jeho jméno, s významem "noha vačice". Byl vychován jako řadový člen kmene k základním indiánským dovednostem. Pracoval jako stříbrotepec. V pozdější době se zúčastnil řady významných bitev, mj. po boku dalšího významného člena kmene, Janalusky. Později se uplatnil hlavně ve vyjednávání s bílými přistěhovalci a kmenové politice. Byl signatářem významných územních smluv.

## Sequoyah a čerokézské písemnictví
Jeho největším přínosem je však vynález čerokíjského písma. Inspirovala ho bezesporu dovednost bílých písemně zaznamenávat historické události a příběhy. Toto bylo v indiánských kruzích považováno za výsadu bělochů, a proto byly jeho snahy o vynalezení vlastního kmenového písma terčem kritiky, jak ze strany jeho přátel a rodiny, tak i kmenových autorit.[zdroj?] Do této doby byly veškeré vědomosti v rámci kmene předávány ústním podáním a Sequoyah si uvědomoval, jakým způsobem by se zvýšila úroveň a znalosti obyvatel, kdyby bylo možné vše zaznamenávat a předávat dalším generacím v písemné formě, jak to viděl u bílých.
I přesto, že byl terčem posměchu a útoků (i ze strany svojí ženy, která dokonce jednou spálila veškeré fragmenty jeho poznámek, zaznamenané na tenké kůře), vytrval ve svém snažení po dobu několika let.[zdroj?] Snahy ovládnout umění bílých byly některými indiánskými autoritami považovány za rouhačské, předurčující zhoubu celého kmene, a proto nejen Sequoyah, ale celá jeho rodina, byli v určitém období vystaveni nepřátelským reakcím společnosti.
Ani po technické stránce to neměl lehké. Nejdříve se snažil vynalézt specifický symbol pro každé jednotlivé slovo jazyka Čerokíů. Poté, co jich vytvořil enormní množství, začal zjišťovat, že není možné si takový objem symbolů zapamatovat. Vydal se tedy cestou vytváření symbolů pro jednotlivé představy, ale i tato cesta se zakrátko ukázala jako nepraktická. V poslední fázi začal naslouchat rytmu a jednotlivým zvukům, které se v jazyce objevovaly. Pro každý zvuk pak navrhl symbol. Problémem, kterému zde musel čelit, byla vzájemná podobnost jednotlivých znaků a dlouho nevěděl, jak ho překonat, až se mu do ruky dostala část anglických novin. I když nedokázal jednotlivá anglická písmena identifikovat, použil jejich podobu, kterou spojil se svými předchozími náčrty, a vytvořil tak snadno zapamatovatelné písmo, zachycující zvukovou podstatu čerokíjštiny.
Jeho konečná abeceda se skládala z 86 symbolů, reprezentujících všechny slabiky řeči Čerokíů. Po představení tohoto písma byla zjištěna jeho dobrá funkčnost a snadná zapamatovatelnost. Někteří členové byli schopni naučit se číst a psát během několika dnů a tyto znalosti dále předávali. Roku 1825 přeložil David Brown, učenec kmene, Bibli do čerokíjštiny a roku 1828 se misionáři pro východní oblast Cherokee, Dr. Samuelu Worcesterovi podařilo získat tiskařský stroj. Tak se zrodily celokmenové noviny The Phoenix, které vycházely jak v anglickém, tak v čerokíjském jazyce.